# Santi Rapisarda

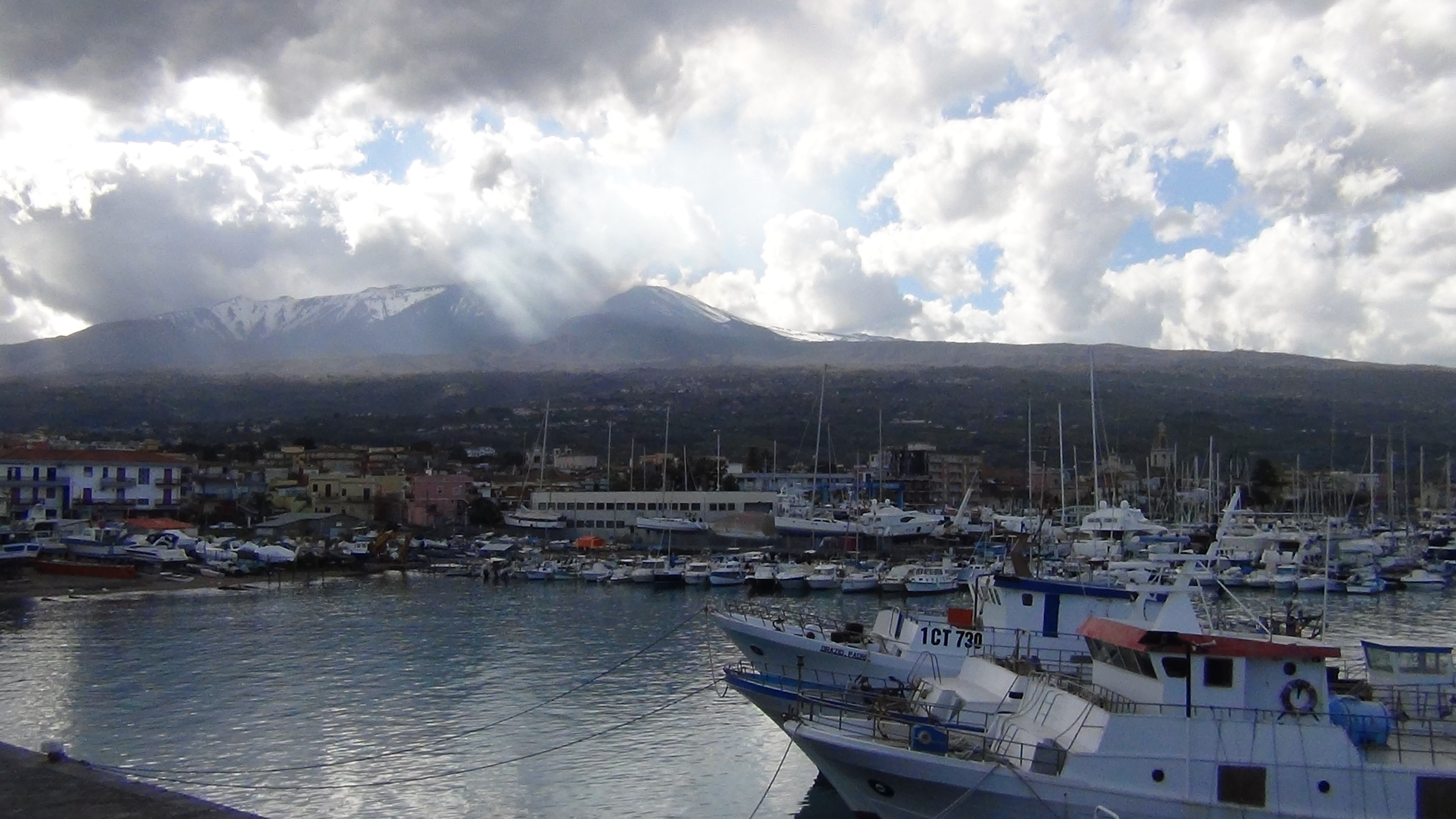
Haven van Riposto met achteraan de Etna

Santi Rapisarda (Messina, 20 december 1945 – Riposto, 16 december 2005) was een socialistisch politicus in de republiek Italië.

## Levensloop
Na zijn studies geneeskunde aan de universiteit Messina had Rapisarda een praktijk als chirurg.
Van 1985 tot 1992 was hij burgemeester van Riposto, een havenstad in het oosten van Sicilië. Tijdens zijn ambtsperiode stuurde hij aan op de bouw van een jachthaven voor het internationaal toerisme, naast de bestaande haven. Hij wou hiermee buitenlandse toeristen aantrekken. Het gemeentebestuur keurde de plannen goed en Rapisarda legde de eerste steen. Dat de haven onderaan de hellingen van de Etna lag, was een troef.
Van 1992 tot 1994 zetelde Rapisarda in de senaat in Rome. Hij was onder meer lid van de senaatscommissie voor onderzoek naar maffiapraktijken.
Nadien, in 1995, werd Rapisarda gearresteerd en veroordeeld voor valsemunterij. Rapisarda had valse bankbiljetten aangekocht. De zaak-Rapisarda was een onderdeel van een groter anti-maffia onderzoek op Sicilië.
Concetta Sodano, zijn echtgenote, was later burgemeester van een andere gemeente op de oostkust van Sicilië: Giarre.